# Штатгальтер
Штатга́льтер (нем. Statthalter — «наместник», «регент», «воевода»), ста́тхаудер (нидерл. stadhouder, дословно — «держатель места» — «правитель») или статхолдер (норв. stattholder) — в ряде государств Европы должностное лицо, осуществлявшее государственную власть и управление на какой-либо территории данного государства.
В германских государствах также существовала должность Генерального штатгальтера.

## История
Наместничество в краях государства уходит своими корнями в древность. Когда в древних государствах его размеры не позволяли главе государства своевременно реагировать на события в удалённых краях, то он назначал своего штатгальтера (статхаудера). Их часто называли губернаторами.
В Германской империи звание Штатгальтера носило лицо, стоящее во главе управления германских земель Эльзас и Лотарингия, а в период с 1879 года по 1918 год — Эльзас-Лотарингия, а в Австро-Венгерской империи — лицо, стоящее во главе администрации каждого из её девяти штатгальтерств то есть коронных земель.
Статхаудеры как носители верховной власти существовали в нидерландских провинциях при Бургундской и Габсбургской династиях, должность императорского наместника была уничтожена в 1795 во время захвата Нидерландов французской революционной армией, а затем — в независимой Голландии до 1815 года (см. Штатгальтеры габсбургских Нидерландов, Штатгальтеры Нидерландов, Штатгальтеры Шлезвиг-Гольштейна), в Австро-Венгрии — до 1918 года, в Германской империи — между 1871—1918 годами, в нацистской Германии (имперские штатгальтеры — рейхсштатгальтеры) это звание присваивалось генерал-губернаторам или правителям отдельных территорий, назначаемых правительством Гитлера, в качестве его личных заместителей.
В Российской империи штатгальтер — военный чин 2-го класса согласно Табели о рангах, учреждённой Петром I в 1722 году. Сведений о пожаловании кого-либо этим чином не имеется.
В Древней Руси наместник (представитель князя) был руководителем органа местного управления края, который назначался князем в города и уезды Руси. Наместники пришли на смену посадникам и содержались на основе кормления. Со времени правления великого государя Ивана IV значение наместников стало уменьшаться, и с XVIII века наместников заменили воеводами и генерал-губернаторами по учреждению в Российской империи губерний в 1708 году.